# Morita Raizō
Morita Raizō (守田 来蔵, 1830-1889) est un pionnier de la photographie japonaise.